# 니콜라 요비치
니콜라 요비치(세르비아어: Никола Јовић, Nikola Jović, 세르보크로아티아어 발음: [nǐkola jǒːʋitɕ], 2003년 6월 9일~)는 세르비아의 농구 선수로 포지션은 파워 포워드이다. 현재 전미 농구 협회(NBA)의 마이애미 히트 소속으로 뛰고 있다. NBA 이전에는 세르비아의 프로 농구 리그 ABA 리그의 팀인 메가 바스케트에서 뛰었으며 2022년 NBA 드래프트에서 1라운드 27순위로 마이애미 히트에게 지명되었다. 
국제 대회에서는 세르비아 대표팀 선수로 출전하고 있으며 2024년 하계 올림픽에서 동메달을 획득했고 2023년 월드컵에서 팀의 준우승에 기여했다.